# Zograscope

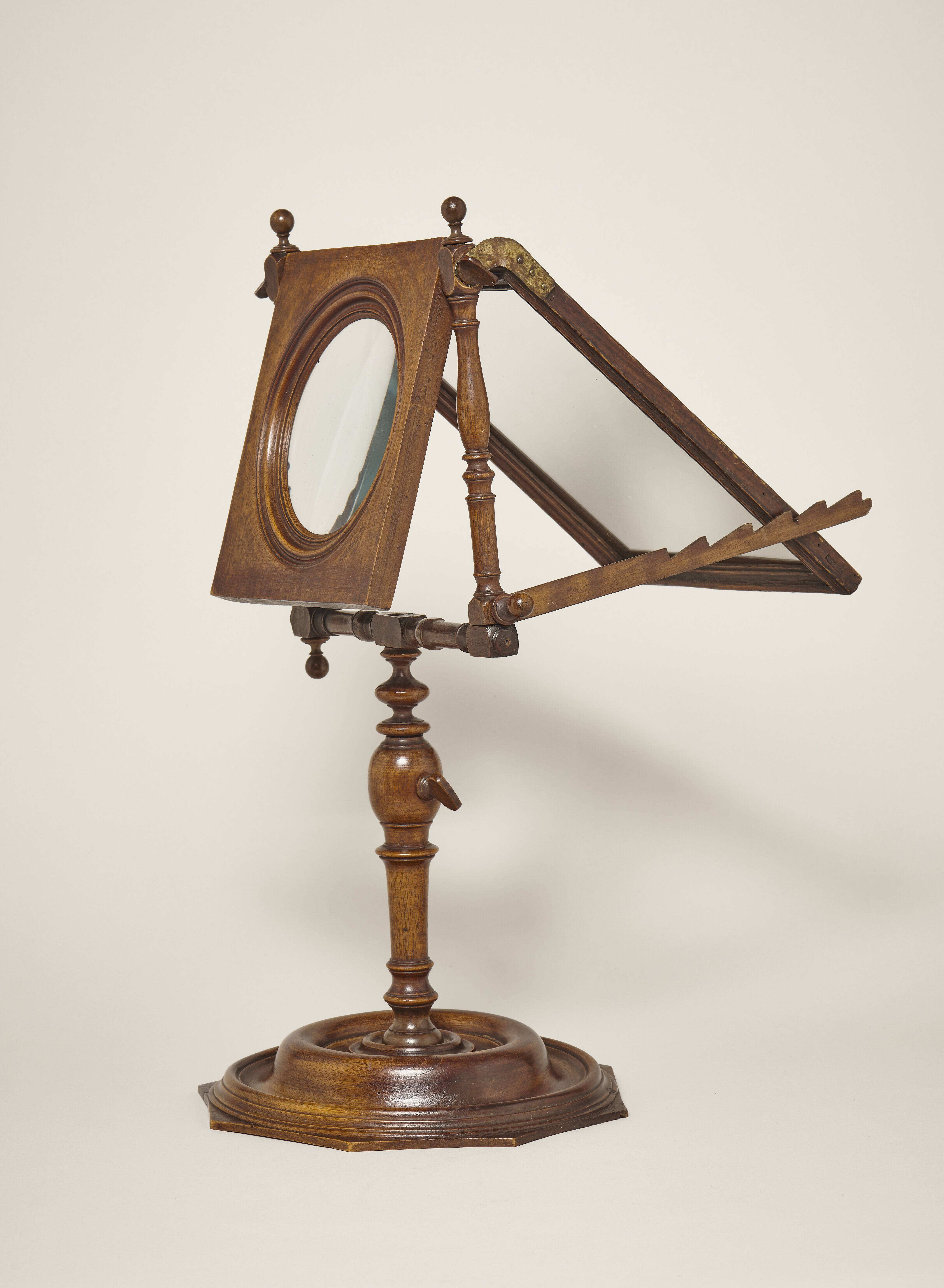
Một zograscope dạng thấp.

Zograscope là một thiết bị quang học chuyên dùng để xem các vue d'optique. Thiết bị này phổ biến vào thế kỷ 18 và 19 trên khắp châu Âu. Nó có đặc tính tăng cường cảm giác về chiều sâu được thể hiện trong hình ảnh. Thiết bị bao gồm một thấu kính, một chân đế và một chiếc guơng có thể đóng mở. Khi không có guơng, nó sẽ được gọi là graphoscope.
Khi sử dụng, đặt bản in ngược với chiều nhìn, mở guơng và nhìn vào thấu kính. Các hình ảnh bị làm cong qua thấu kính sẽ giúp người nhìn có cảm giác về chiều sâu của ảnh.